# 仲村慎祐
仲村 慎祐（なかむら しんすけ、1987年8月18日 - ）は元ラグビー日本代表選手。現在は、俳優、サバイバルゲームプレイヤー。

## プロフィール
- 兵庫県西宮市出身。
- ポジションはPR、LO。
- 身長 190cm、体重 120kg
- 日本代表キャップは6。（2015年10月現在）
- ニックネームはジャンボ[2]。
- 2020年、選手引退。

## 来歴
4人兄弟の末っ子で、中学生時代はバスケットボールをやっていたが、高校1年生になってからラグビーを始めた。
2006年、報徳学園高校卒業後、日本大学に入る。なお報徳学園高校時代、2回花園への出場経験があり、第29回高校東西対抗試合に西軍で出場した。
2009年、日本大学3年生の時に日本代表に初選出され、2010年までのテストマッチ6試合にプロップで出場した。
大学卒業後、サントリーサンゴリアスに加入。2010年11月27日に行われたジャパンラグビートップリーグ第8節のNTTコミュニケーションズシャイニングアークス戦に先発出場で公式戦初出場を果たす。
2019年、サントリーフーズサンデルフィスに加入。
2019年、ドラマ『ノーサイド・ゲーム』に本人役として出演。
2020年、ラグビー選手を引退。俳優業に専念し、ドラマ『半沢直樹』に出演。
現在、演出家のkosuke氏とキャンプ、サバイバルゲーム、観光などアウトドアの話題を中心にYouTube、SNSで発信している。

## 出演

### テレビドラマ
- ノーサイド・ゲーム（2019年7月7日 - 、TBSテレビ） - 仲村慎祐 役[8]
- 半沢直樹（2020年7月19日 - 、TBSテレビ） - SP 役
- 日本沈没-希望のひと-（2021年10月10日 - 、TBSテレビ）SP役
- マイファミリー 第3話（2022年4月24日、TBSテレビ）
- クロサギ 第5話（2022年11月18日、TBSテレビ）[9]キングタイガー マーセンの部下役